# Franz-Peter Tebartz-van Elst
Franz-Peter Tebartz-van Elst, né le 20 novembre 1959 à Kevelaer, est un prélat catholique allemand, évêque de Limbourg de 2008 à 2014. À la suite du scandale provoqué par ses dépenses somptuaires, le pape François accepte sa démission en mars 2014,.

## Formation
Franz-Peter Tebartz-van Elst est le deuxième d'une famille d'agriculteurs de cinq enfants, d'origine néerlandaise, habitant dans la région du Rhin inférieur.
Il effectue sa scolarité au Sankt-Pius-Gymnasium de Coesfeld, puis étudie la philosophie et la théologie catholique à l'Université de Münster, puis à l'Université de Fribourg-en-Brisgau. Le 26 mai 1985, il est ordonné prêtre en la cathédrale de Münster par Reinhard Lettmann Il devient ensuite aumônier à Saint-Jean-Baptiste à Altenberge. Entre 1988 et 1990, il étudie, entre autres, à l'Université Notre-Dame dans l'Indiana, aux États-Unis et en France.
En 1990, Tebartz-van Elst est nommé vicaire de la cathédrale Saint-Paul ; poste qu'il occupe jusqu'en 1996. En 1993, il obtient son doctorat en théologie à l'Université de Münster. En 1996, il est nommé professeur à l'Université de Münster puis, de 2002 à 2004, il est professeur de théologie pastorale et de liturgie à l'Université de Passau.

## Épiscopat

### Évêque auxiliaire de Münster
Le 14 novembre 2003, Franz-Peter Tebartz-van Elst est nommé évêque titulaire de Girus Tarasii (de) et évêque auxiliaire de Münster par le pape Jean-Paul II. Le 18 janvier 2004, il est consacré par Reinhard Lettmann. 
En 2005, le Cardinal Carlo Furno le nomme Grand Officier de l'Ordre du Saint-Sépulcre à Jérusalem.

### Évêque de Limbourg
Le 28 novembre 2007, après son élection par le chapitre cathédral, le pape Benoît XVI le nomme évêque de Limbourg. 
Le 10 janvier 2008, Tebartz-van Elst prête serment à la Chancellerie d'État de Hesse. Il est consacré évêque de Limbourg par l'archevêque de Cologne, le cardinal Meisner, le 20 janvier 2008.
Ayant été écarté de son diocèse en octobre 2013, le pape François accepte finalement sa démission le 26 mars 2014.

### Délégué au Vatican
Il est nommé en février 2015 délégué auprès du conseil pontifical pour la promotion de la nouvelle évangélisation, Tebartz-van-Elst est même réputé comme proche de son président Rino Fisichella. Sa nomination à ce conseil semble correspondre au fait que c'est un spécialiste de la catéchèse pour les adultes dont c'est la nouvelle compétence du conseil depuis le 16 janvier 2013.

## Polémiques

### Licenciement du père Kollas
En août 2008, il licencie le P. Peter Kollas, curé-doyen de l'église Notre-Dame de Wetzlar, après qu'il y a béni un couple d'homosexuels. Il affirme alors qu'« il ne faut pas donner la fausse impression que l'Église catholique assimile les unions homosexuelles au mariage. » Ce licenciement est suivi de diverses manifestations de la part d'associations homosexuelles allemandes ainsi que de chrétiens homosexuels. Après ces manifestations et les excuses du prêtre envers l'évêque, le licenciement prévu est annulé.

### «Monseigneur Bling-Bling»

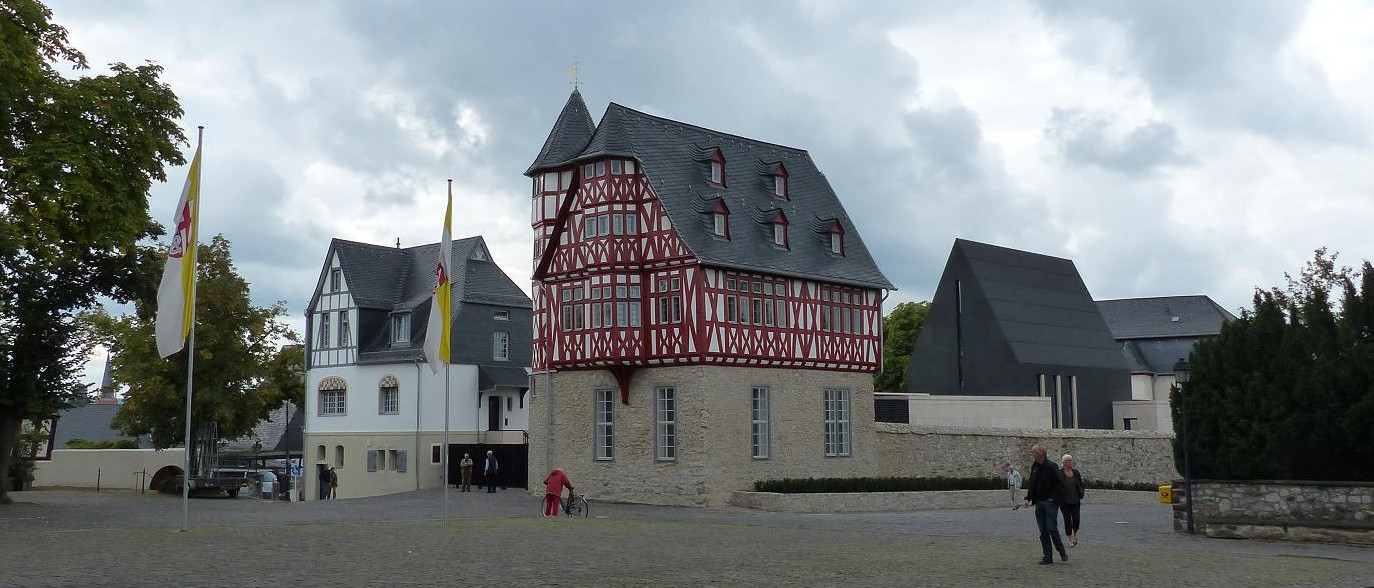
Centre diocésain et maison épiscopale de Limburg.

Surnommé « l'évêque de luxe » ou encore « Mgr Bling-Bling » par la presse, Tebartz-van Elst a la réputation d'avoir un style de vie somptueux. En effet, en 2011, il organise la rénovation de sa résidence épiscopale, dont le coût est évalué à 31, voire 40 millions d'euros, soit six fois le prix initialement prévu ; elle comprendrait notamment, selon la presse allemande, une baignoire de 15 000 euros, des robinetteries en or, une table de conférence de 25 000 euros, un système de suspension de la couronne de l’Avent à 100 000 euros, une salle à manger de 63 m2, un jardin dont le coût s'élève à 783 000 euros et une chapelle privée de 2,9 millions d'euros,,.
En 2013, le renouvellement de sa garde-robe estimé à 350 000 euros, son goût pour les voitures de collection et sa BMW avec chauffeur font également scandale en Allemagne.
Il est également accusé d'avoir menti sous serment à propos du coût d'une visite effectuée en Inde pour y rencontrer les enfants pauvres des bidonvilles, en janvier 2012, à l'occasion de laquelle il aurait décidé de voyager en 1re classe, bénéficiant du champagne et du caviar fournis à bord par la Lufthansa.
En octobre 2013, le parquet de Hambourg demande qu'il soit condamné à une amende pour faux témoignage dans ce dossier et Robert Zollitsch, président de la conférence épiscopale allemande, reconnaît une « situation difficile qu'il faut régler le plus vite possible » ; une commission interne à l'épiscopat est chargée d'examiner le montant de la facture.
Conséquences de ces scandales, Caritas Allemagne a fait état d'une baisse des dons, une pétition réclamant la démission de l’évêque a récolté plusieurs milliers de signatures, tandis que 200 manifestants se sont rassemblés le 13 octobre devant sa demeure. La chancelière Angela Merkel affirme que « cette situation est un poids pour la communauté catholique » et qu'elle « exprime l'espoir qu'il y aura une solution pour les croyants et la confiance des gens dans leur Église. »
Dans la semaine du 14 octobre 2013, Tebartz-van Elst est convoqué au Vatican afin d'y rencontrer différents responsables de la Curie devant décider de son avenir. Le 17 octobre, le pape François reçoit Zollitsch et le cardinal Joachim Meisner, pour évoquer le sort de l'évêque. Le 23 octobre, le Saint-Siège autorise l'évêque à séjourner hors de son diocèse, cela signifie qu'il est suspendu de son ministère épiscopal jusqu'à nouvel ordre.
Au début de l'année 2014, la commission d'enquête mise en place par les évêques allemands rend ses conclusions au pape François. Il s'avère que les dépenses exorbitantes de la résidence épiscopale ont été faites aux dépens d'une fondation caritative : l'Œuvre Saint-Georges, censée s'occuper des besoins des familles nombreuses,. Le 28 février 2014 il est reçu en audience auprès du Saint-Père, puis, le 26 mars 2014, la congrégation pour les évêques annonce, dans un communiqué, les conclusions de son enquête mais également que le pape accepte la démission de Tebartz-van Elst et nomme Manfred Grothe comme administrateur apostolique. Se retrouvant sans mandat, le Saint-Siège signifie qu'en temps opportun Franz-Peter Tebartz-van Elst recevra une autre nomination,.